# Rogätz
Rogätz – miejscowość i gmina w Niemczech, w kraju związkowym Saksonia-Anhalt, w powiecie Börde, siedziba gminy związkowej Elbe-Heide.
Do 30 czerwca 2007 gmina należała do powiatu Ohre.

## Geografia
Rogätz leży ok. 20 km na północ od Magdeburga, na lewym brzegu Łaby.